# Paul-Emile Saadé
Paul-Emile Saadé (ur. 9 lipca 1933 w Ihdin, zm. 21 września 2022 w Zagharta) – libański duchowny maronicki, w latach 1999–2011 biskup Batrun.

## Życiorys
Święcenia kapłańskie przyjął 12 kwietnia 1958. 2 maja 1986 został mianowany biskupem pomocniczym Antiochii ze stolicą tytularną Apamea in Syria dei Maroniti. Sakrę biskupią otrzymał 12 lipca 1986. 5 czerwca 1999 został mianowany biskupem Batrun. 5 czerwca 2011 przeszedł na emeryturę.